# مسجد ارسک
مسجد ارسک اثری تاریخی مربوط به دوره صفویه که در شهر ارسک از توابع بخش ارسک شهرستان بشرویه واقع شده‌است. 
این اثر در سال ١٣٨۴ و با شماره ١۵٢۶٩ در فهرست آثار ملی ایران به ثبت رسیده است.
مسجد ارسک از مساجد تک ایوانی دوره صفویه است. 